# Refuge Durier
Le refuge Durier est un refuge de France situé dans le massif du Mont-Blanc et géré par le Club alpin français.
Il est nommé en hommage à Charles Henri Durier, historien et géographe qui contribua à développer l'alpinisme.

## Géographie
Il est construit à 3 369 mètres d'altitude au col de Miage, sur l'arête reliant les dômes de Miage au sud à l'aiguille de Bionnassay au nord marquant la frontière entre la France et l'Italie qui passe à quelques mètres au sud-est, entre le département français de la Haute-Savoie en région Auvergne-Rhône-Alpes et la Vallée d'Aoste en Italie.
Il est notamment accessible depuis le refuge de Plan Glacier situé en France, au nord-ouest, après une traversée du glacier de Miage.

## Alpinisme
Le refuge donne accès à un certain nombre de courses dont les traversées des dômes de Miage, de l'aiguille de Bionnassay et du mont Blanc.